# IC 808
IC 808 је двојна звијезда у сазвјежђу Береникина коса која се налази на листи објеката дубоког неба у Индекс каталогу.
Деклинација објекта је + 19° 55' 57" а ректасцензија 12h 41m 54,9s.